# 奥西友三
奥西 友三（おくにし ゆうさん、生没年不詳）は、江戸時代の前期の俳人。名は義茂。

## 経歴・人物
京都の人で、鶏冠井令徳に学んだ。